# تونيا إيفنجر
تونيا إيفنجر (بالإنجليزية: Tonya Evinger؛ مواليد 4 يونيو 1981) هي مُقاتلة فنون قتالية مختلطة أمريكية.

## وصلات خارجية
- تونيا إيفنجر على موقع يو إف سي (الإنجليزية)
- تونيا إيفنجر على موقع شيردوغ (الإنجليزية)
- تونيا إيفنجر على موقع Tapology.com (الإنجليزية)
- تونيا إيفنجر على موقع قاعدة بيانات المصارعة الدولية (الإنجليزية)
- تونيا إيفنجر على موقع IMDb (الإنجليزية)